# Austrosialis ignicollis
Austrosialis ignicollis là một loài côn trùng trong họ Sialidae thuộc bộ Megaloptera. Loài này được Tillyard miêu tả năm 1919.